# La Paz (Mendoza)
La Paz – miasto w Argentynie, w prowincji Mendoza, stolica departamentu La Paz.
Według danych szacunkowych na rok 2010 miejscowość liczyła 7 872 mieszkańców.